# Пандави

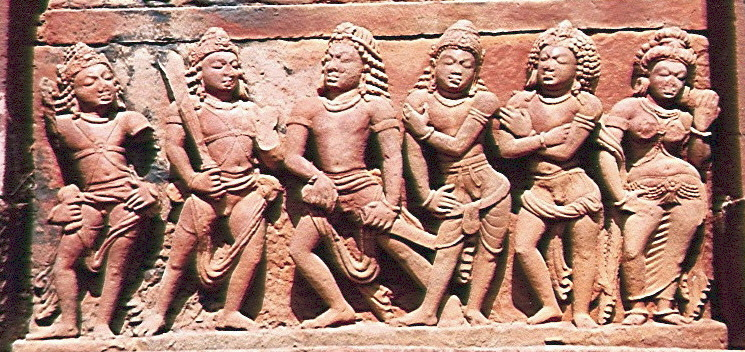
Пандави та їх дружина, зліва направо: Бгіма, Арджуна, Юдгіштгіра, Накула, Сагадева, Драупаді.

Пандави (санскр. पाण्‍डव, pāṇḍavaḥ, однина: Пандава) — п'ять братів, героїв індуїстської міфології, зокрема епосу Магабгарата. Вони були синами Панду та його двох дружин — Кунті і Мадрі. Їхні імена: Юдгіштгіра, Бгіма, Арджуна та близнюки Накула та Сахадева. Всі п'ять братів одружилися з однією жінкою, Драупаді. Вони разом вели війну та досягли перемоги проти своїх двоюродних братів — Кауравів, що призвела до кульмінації у битві на Курукшетрі. Їхній зведений брат, Карна, воював проти них та був вбитий Арджуною.
| Індуїзм | Це незавершена стаття про індуїзм. Ви можете допомогти проєкту, виправивши або дописавши її. |

| Дракон | Це незавершена стаття з міфології. Ви можете допомогти проєкту, виправивши або дописавши її. |